# Gaston Taument
Gaston Taument, est un footballeur néerlandais né le 1er octobre 1970 à La Haye.

## Carrière
- 1980-1988 : BTC Den Haag  (juniors)
- 1988-1990 : Feyenoord Rotterdam  Pays-Bas
- 1989-1990 : Excelsior Rotterdam  Pays-Bas
- 1990-1997 : Feyenoord Rotterdam  Pays-Bas
- 1997-avril 1998 : Benfica  Portugal
- avril 1998-1999 : RSC Anderlecht  Belgique
- 1999-2000 : OFI Crète  Grèce
- 2000-2002 : Rapid Vienne  Autriche

## Palmarès

### En club
- Champion des Pays-Bas en 1993 avec le Feyenoord Rotterdam
- Vainqueur de la Coupe des Pays-Bas en 1991, 1992, 1994 et en 1995 avec le Feyenoord Rotterdam

### EnÉquipe des Pays-Bas
- 15 sélections et 2 buts entre 1992 et 1996[1]
- Participation à la Coupe du Monde en 1994 (1/4 de finaliste)
- Participation au Championnat d'Europe des Nations en 1996 (1/4 de finaliste)